# Grimstone (Yorkshire du Nord)
Pour les articles homonymes, voir Grimstone.
Grimstone est un village et une paroisse civile du Yorkshire du Nord, en Angleterre.